# Kustdaggkåpa

Kustdaggkåpa, Alchemilla xanthochlora, (synonym Alchemilla speciosa Bus) är en apomiktisk biart till vanlig daggkåpa (Alchemilla vulgaris].

## Utseende
Bladen har ca 10 korta och rundade flikar med mer än 17 tänder.
Blommorna är gulgröna och växer i glest placerade knippen. Blomningstiden är maj—juni, och frukten, som är en nöt, är mogen ca två månader efter blomningen. Som hos alla apomiktiska arter är blomman infertil, och frukten bildas på helt vegetativ väg. Avkomman får exakt samma genuppsättning som moderplantan, och kan därigen anses vara samma individ genom alla generationer.

## Habitat
Kustdaggkåpan finns, som namnet antyder, huvudsakligen i kustnära trakter, där den växer på ängar, i vägkanter och öppen skog.

## Biotop
Kustdaggkåpa föredrar fuktiga växtplatser, allt mellan sandig jord och styv lera; soligt eller i halvskugga. Jordmånen kan vara neutral eller något basisk.

## Utbredning
Växten är mindre allmän i Skåne och sällsynt i Blekinge och Småland. I Danmark finns den i de östra delarna; i Finland sällsynt på några få platser; i Lettland och Litauen här och var intill östersjökusten. I Norge finns kustdaggkåpa i ett mindre område längst i väster.
I Storbritannien och norra delen av ön Irland (alltså inklusive den brittiska delen) är kustdaggkåpa vanlig liksom i ett band strax innanför nordsjökusten genom Tyskland, Belgien och Nederländerna.
Kustdaggkåpa finns som osäker nyetablering (adventiv art) i Centraleuropa med utsträckning i sydväst till Frankrike och Spanien ett stycke söder om Pyrenéerna samt söderut till Italien och Grekland.
Den saknas i Nordamerika och Asien.

## Etymologi
Namnet Alchemilla har släktet fått på grund av att man tidigare trodde att den lilla vattendroppe, som tidiga morgnar samlas i daggkåpors blad genom guttation (som alltså, växtens namn till trots, inte är dagg) var en viktig ingrediens för alkemister. Ordet alchemilla kan härledas från arabiska al kemelyeh = kemi 
Xanthochlora betyder gulgrön och syftar på blommornas färg. Ordet är en sammansättning av grekiska xanthos = gul och chloros = grön.

### Fotnoter
1. ↑  Elias Wessén: Våra ord, deras uttal och ursprung, Norstedts, Stockholm 1966